# Бангладеш
Бангладе́ш (бенг. বাংলাদেশ), официальное название — Наро́дная Респу́блика Бангладе́ш (бенг. গণপ্রজাতন্ত্রী বাংলাদেশ), — государство в Южной Азии.
Почти со всех сторон государство окружено Индией (за исключением небольших участков границы с Мьянмой на юго-востоке) и Бенгальским заливом.
Население — 174 158 165 человек (2024), территория — 148 460 км². Это самая густонаселённая страна мира (без учёта карликовых стран) с плотностью населения, равной 1120 человек на 1 км². Занимает девяносто второе по территории и восьмое место в мире по численности населения.
Столица — Дакка. Государственный язык Бангладеш — бенгальский — родственен санскриту и записывается с помощью бенгальского письма.
Унитарное государство, парламентская республика. Согласно Economist Intelligence Unit, страна классифицируется по индексу демократии как гибридный режим. 
Бангладеш — моноэтническое государство, 98 % населения которого составляют бенгальцы. Около 89 % населения исповедует ислам, 10 % — индуизм.
Это аграрно-индустриальная страна с развивающейся экономикой. Объём валового внутреннего продукта по паритету покупательной способности за 2020 год составил 917,8 млрд долларов США (около 5400 долларов США на душу населения). Денежная единица — бангладешская така.
Страна была колониальным владением Великобритании, которая начала её освоение в первой половине XVII века и объединила бо́льшую часть территории современной Бангладеш под своей властью к началу XX века. Независимость страны от Пакистана была провозглашена после успешной войны за неё 26 марта 1971 года.

## Этимология
Название «Бангладеш» (бенг. বাংলাদেশ) означает «страна бенгальцев» (на языке бенгали — bánglá «бенгальская», déš «страна»), поскольку бенгальцы составляют около 98 % населения страны. В русском языке слово имеет женский род и не склоняется.

## Физико-географическое положение

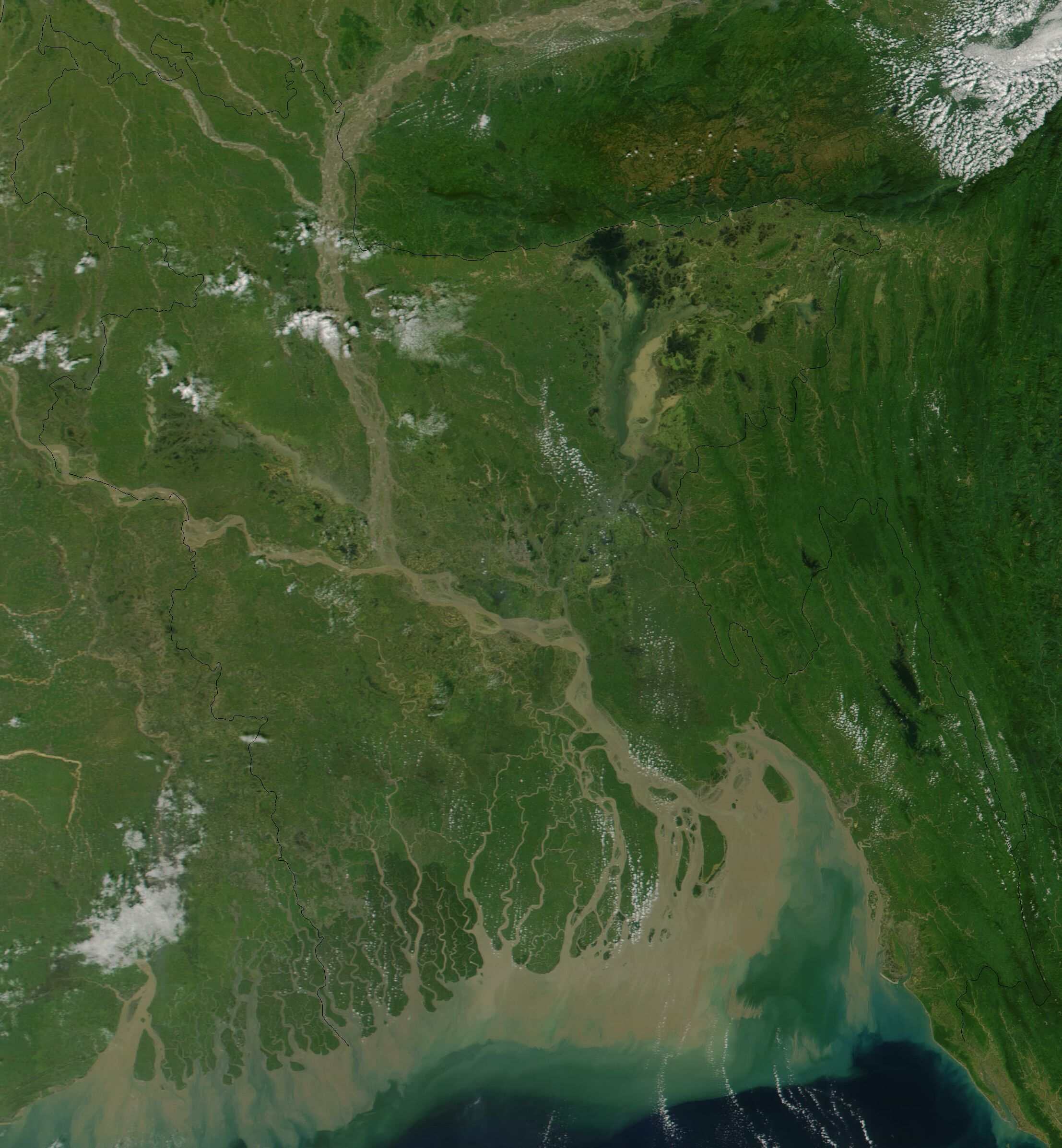
Снимок региона из космоса

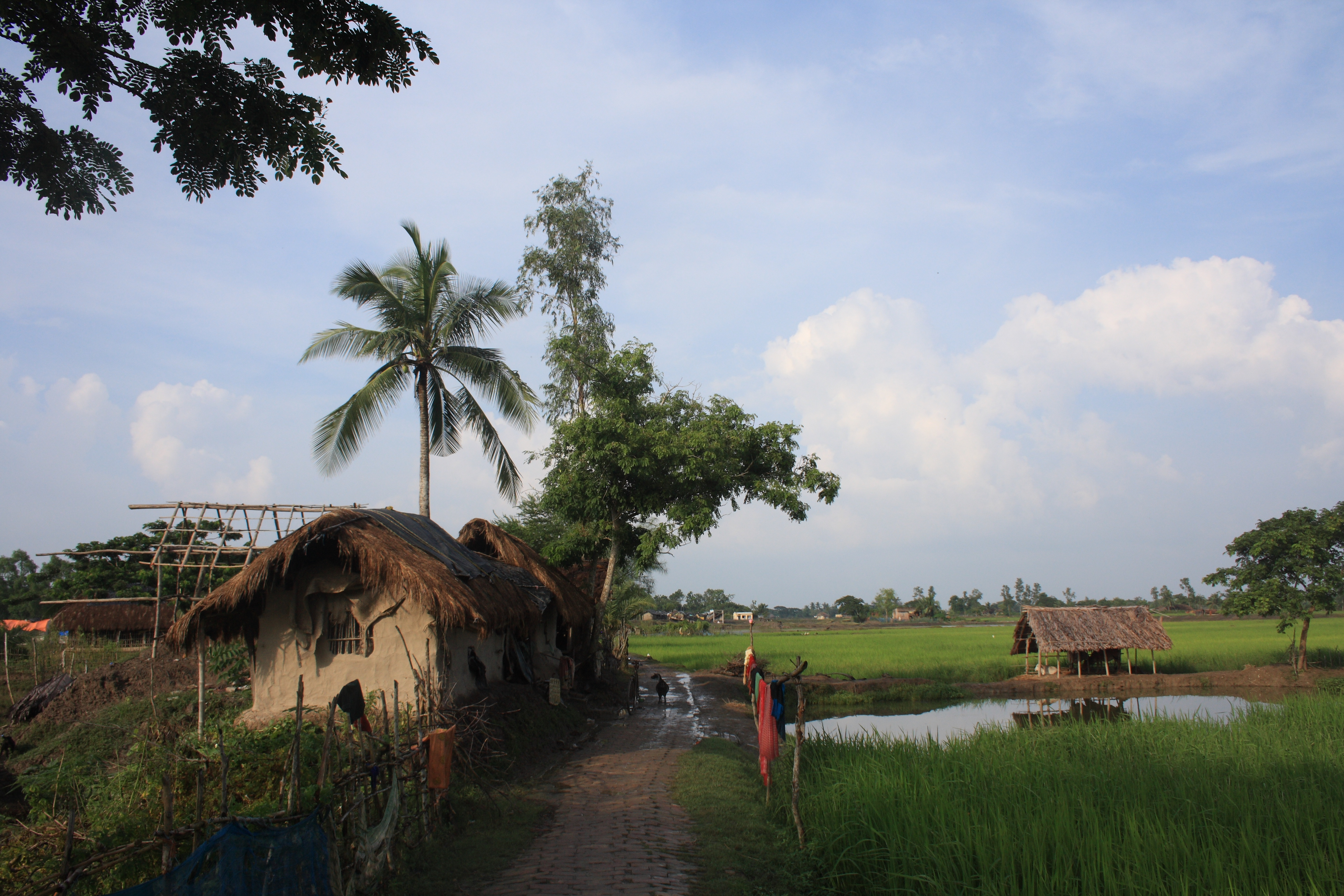
Сундарбан

Государство Бангладеш занимает восточную окраину Индо-Гангской низменности. Оно расположено в дельте рек Брахмапутра и Ганг, которая образована в месте слияния рек Ганг (местное название Падма), Брахмапутра (Джамуна) и Мегхна и их притоков. Ганг сливается с Джамуной (главный канал Брахмапутры) и затем, слившись с Мегхной, впадает в Бенгальский залив. Отложения рек создают в дельте наиболее удобренные плантации в мире. Бангладеш имеет 58 трансграничных рек, и вопросы, возникающие при использовании водных ресурсов, являются очень острыми при обсуждении с Индией. Большая часть страны расположена лишь на несколько метров выше уровня моря, и есть предположение, что до 10 % территории Бангладеш может быть затоплено при повышении уровня моря на один метр.
На юго-востоке страны начиная с шестидесятых годов двадцатого века проводятся работы по возведению дамб, что вкупе с осаждёнными наносами приводит к появлению новых участков суши. В конце семидесятых годов прошлого века при содействии инвестиционных фондов Нидерландов правительство Бангладеш начало разрабатывать эти вновь образованные участки. Эти усилия привели к бурному росту строительной отрасли на этом направлении, включая строительство дорог, водопроводов, набережных, заградительных насаждений, водохранилищ, туалетов и передачу земель жителям. К осени 2010 года по программе освоения территорий было выделено 27 000 акров (10 927 гектаров) для 21 000 семей.
Наивысшей точкой Бангладеш является гора Мовдок высотой 1052 метра над уровнем моря на плато Читтагонгского горного района на юго-востоке страны.
Через страну проходит Северный тропик (Тропик Рака), вследствие чего в Бангладеш царит тропический климат с мягкой зимой с октября по март и жарким, влажным летом с марта по июнь. Горячий и влажный сезон муссонов продолжается с июня по октябрь, в ходе которого выпадает большое количество осадков. Страна постоянно подвергается воздействию стихийных бедствий, таких как наводнения, тропические циклоны, торнадо и боры, которые усиливаются из-за обезлесения (вырубки лесов), размывов почв и эрозий. В 1991 году от последствий циклона погибло порядка 140 000 человек.
В сентябре 1998 года Бангладеш подверглась самому разрушительному наводнению в новейшей истории. Во время разлива рек Ганга, Брахмапутры и Мегхны затоплено порядка 300 000 домов, 9700 километров дорог и 2700 километров набережных, 50 км² полностью разрушено, а 11 000 километров дорог частично повреждено или разрушено. В результате наводнения погибло порядка 1000 человек, около 30 миллионов остались без жилья. Погибло порядка 137 000 голов крупного рогатого скота. Две трети страны оказались под водой. К таким разрушительным последствиям привело несколько причин — необычно сильные муссонные дожди, таяние ледников в Гималаях и вырубка защитных насаждений и деревьев для отопления, приготовления пищи и освобождения территорий для животных.

### Климат
Климат страны — жаркий и влажный, обычный для зоны экваториальных муссонов. Самый холодный месяц — январь, самый жаркий — апрель. Среднегодовые температуры повышаются в направлении с северо-востока на юго-запад. По количеству осадков страна занимает одно из первых мест в мире. В среднем за год выпадает свыше 1900 мм осадков, особенно велико их количество на северо-востоке (более 3000 мм). Дожди идут в основном с июля по октябрь.
Вблизи северной границы находится единственный с 2015 года эксклав страны — Дахаграм-Ангарпота.
В настоящее время Бангладеш считается наиболее уязвимой страной в мире вследствие изменения климата. Есть предположение, что в грядущем десятилетии повышение уровня моря приведёт к появлению 20 млн «климатических беженцев». Водные ресурсы Бангладеш часто подвергаются отравлению мышьяком из-за его высокого содержания в почве. До 77 млн человек подвергаются отравлению мышьяком через употребление загрязнённой воды.

### Флора и фауна

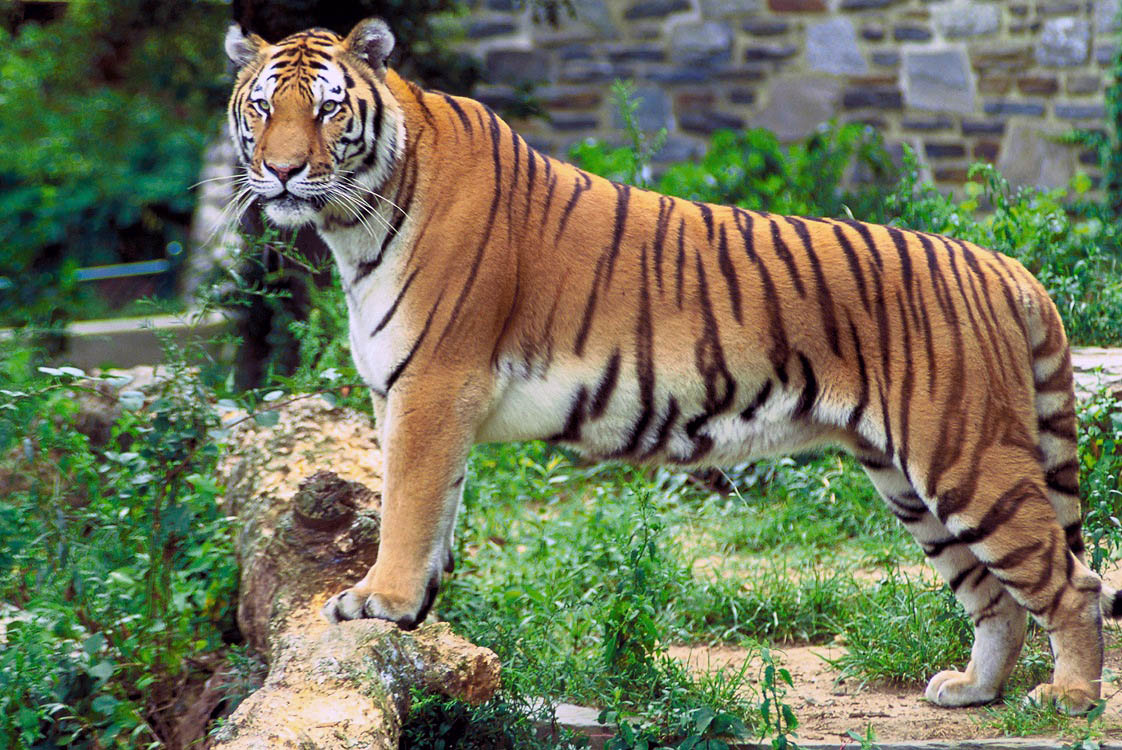
Бенгальский тигр

В стране растут влажные тропические и мангровые леса; тик, сал, бамбук, баньяновое дерево, орхидеи. В 1997 году было сделано заявление, согласно которому регион мангровых зарослей находится под угрозой исчезновения. Национальным «цветочным» символом страны является водная лилия, известная как шапла (Shapla), а «плодовым» символом является джекфрут (восточноиндийское хлебное дерево, известное как кэтхал (Kathal) в бенгальском языке). В 2010 г. правительство страны выбрало манговое дерево в качестве древесного символа.
Животный мир богат: бенгальские тигры, леопарды, азиатские слоны, мангусты, крокодилы, питоны и др. Широко применяемым «птичьим» национальным символом страны является сорочий шама-дрозд, который используется на банкнотах и одна из достопримечательностей в Дакке названа Doyel Chatwar («Сорочья площадь»).

## История

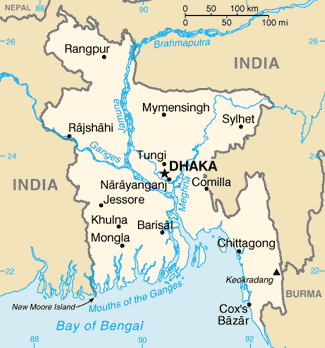
Карта Бангладеш

Цивилизация в районе Бенгалии возникла около четырёх тысяч лет назад, когда в регионе обосновалось дравидское, тибето-бирманское и австроазиатское население. Точное происхождение слова Бангла, или Бенгал остаётся неизвестным, однако есть предположение, что оно происходит от слова Банг, унаследованного от племён дравидов, появившихся в крае примерно за 1000 лет до н. э.
Королевство Гангаридай сформировалось, по меньшей мере, в VII в. до н. э., сменившись позднее империей Бихар и Империями Магадха, Нанда, Маурьев и Шунга. Позже Бенгал стал частью Империй Гупта и Харша в период с III по VII века н. э., а затем — буддийской империи Пала.
Сразу после распада последней правитель Шашанка создал королевство, просуществовавшее порядка двадцати пяти лет. Шашанка считается первым независимым королём в истории Бангладеш. После периода анархии регионом в течение четырёх столетий, с небольшим периодом властвования индуистской династии Сена, правила буддийская династия Пала.
Ислам проник в регион Бенгала в XII веке вместе с арабскими торговцами и миссионерами-суфиями, а последующие завоевания мусульман помогли широкому распространению ислама. Афганский полководец Бахтияр Хальджи разгромил войска правителя Лакшмана из династии Сена и завоевал большие области Бенгальского региона в 1204 году. Регион с тех пор управлялся династиями местных султанов и феодалов в течение нескольких сотен лет. К XVI веку регион Бенгала контролировался Империей Моголов, и Дакка стала важным административным центром Империи.

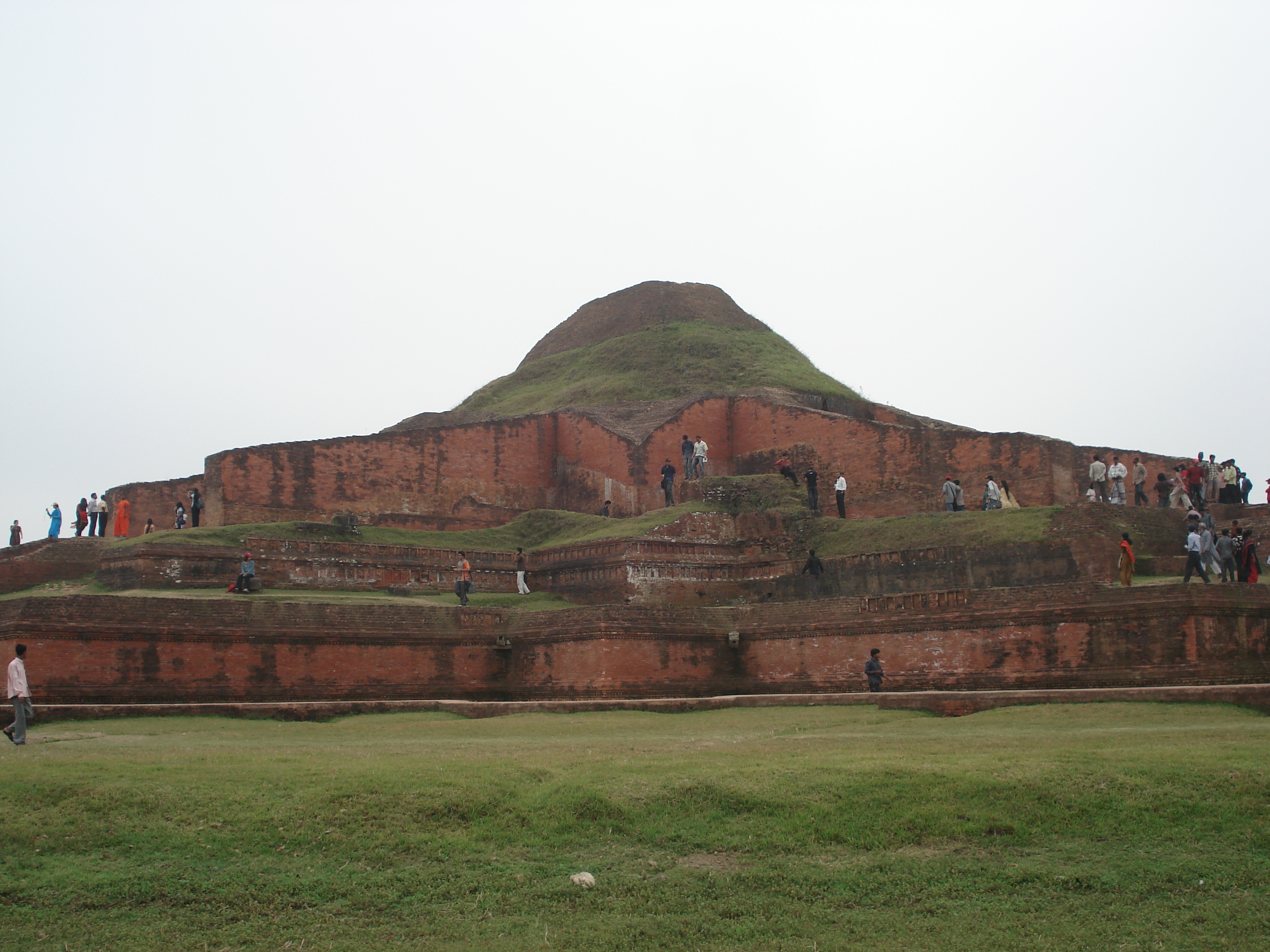
Сомапура Махавихара, где жил и работал Атиша

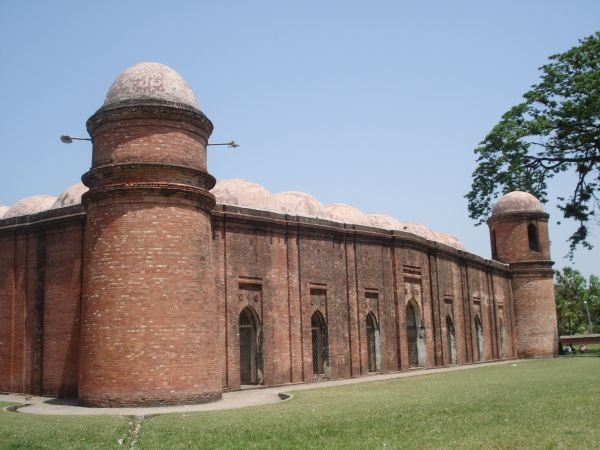
Мечеть Шейх Гумбат

Европейские торговцы начали проникать в регион в конце XV столетия. К началу XVIII века влияние европейцев усилилось настолько, что Бенгал перешёл под контроль Британской Ост-Индийской Компании в результате битвы при Плесси в 1757 году. Кровавая бойня 1857 года, известная как Восстание сипаев, привела к передаче власти Британской Короне во главе с вице-королём. За период колониального владычества полуостров Индостан подвергался голоду несколько раз, включая Великий Бенгальский Голод 1943 года, в результате которого погибло около трёх миллионов человек.

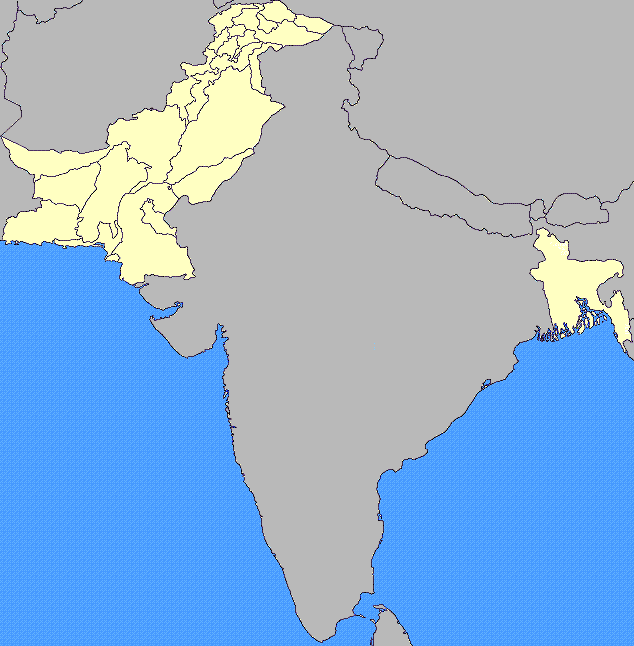
Восточный Пакистан — провинция Пакистана в период с 1947 по 1971 год

С 1905 по 1911 год предприняты попытки разделения региона Бенгала на две области, с городом Даккой в качестве столицы восточной зоны. В ходе разделения Индии в 1947 году регион Бенгала разделён по религиозному признаку. Западная часть Бенгала отошла Индии, а восточная часть присоединена к Пакистану в качестве провинции Восточный Бенгал (позже переименована в Восточный Пакистан) со столицей в Дакке.
В 1950 году в Восточном Бенгале прошла земельная реформа, в результате которой отменена феодальная система заминдар. Однако, несмотря на экономическую и демографическую мощь востока страны, в правительстве и силовых ведомствах Пакистана преобладали выходцы из западной части. Возникновение Движения за статус Бенгальского языка в 1952 году стало первым серьёзным сигналом о наличии трений между двумя крупнейшими областями Пакистана. Рост недовольства усилиями центрального правительства в сферах экономического и культурного сосуществования продолжался на протяжении следующего десятилетия, в ходе которого возникла политическая партия Лига Авами в качестве представителя бангло-говорящего населения. За призывы к получению автономии в 1966 году арестован и заключён в тюрьму лидер партии Лига Авами Шейх Муджибур Рахман и выпущен на свободу только в 1969 году под воздействием общественного мнения.
В 1970 году мощные циклоны обрушились на побережье Восточного Пакистана и стали причиной гибели свыше полумиллиона жителей. Центральное правительство Пакистана проявило посредственную реакцию при ликвидации последствий стихийного бедствия. Раздражение бенгальского населения, помимо бездарных действий правительства после разрушительных циклонов, вызвала невозможность занять свой офис Шейхом Муджибуром Рахманом, чья партия Лига Авами заняла большинство мест в Парламенте по итогам проведения выборов 1970 года. После провала переговоров, в ходе которых президент Пакистана Яхья Хан пытался найти компромисс с Муджибуром Рахманом, 26 марта 1971 года отдан приказ на арест последнего, и началась операция «Прожектор» по военному захвату территории Восточного Пакистана. Методы ведения войны со стороны армии Западного Пакистана были кровавыми и привели к большим человеческим жертвам. Основными мишенями стала интеллигенция и индусы Восточного Пакистана и порядка десяти миллионов беженцев, пытавшихся найти убежище на территории Индии. Цифры погибших в ходе войны оцениваются от трёхсот тысяч до трёх миллионов человек.
Накануне своего ареста Шейх Муджибур Рахман формально провозгласил независимость Бангладеш и призвал каждого драться до тех пор, пока последний солдат Пакистана не покинет территорию Бангладеш. Лидеры партии «Лига Авами» образовали «правительство в изгнании» в индийском городе Калькутта. Вновь образованное правительство формально принесло присягу в городе Мужиб Нагар округа Кустия Восточного Пакистана 14 апреля 1971 года, первым премьер-министром стал Таджуддин Ахмад.
Война за независимость продолжалась девять месяцев. Партизанские формирования Мукти-бахини и регулярные вооружённые силы Бангладеш во время ведения боевых действий получили поддержку от вооружённых сил Индии в декабре 1971 года. Альянс индийских и бангладешских войск Митро-бахини одержал победу над пакистанской армией 16 декабря 1971 года, в ходе которой в плен взято свыше 90 000 солдат и офицеров.
После получения независимости от Пакистана Бангладеш становится парламентской республикой, а пост премьер-министра занимает Муджибур Рахман. Он выдвинул четыре основополагающих принципа, которых должно было придерживаться государство: национализм, социализм, секуляризм и демократия. Он приступил к разоружению боевых повстанческих отрядов и пригласил зарубежных экономистов для разработки программы развития страны по социалистическому пути. В 1972 году проведена национализация многих промышленных предприятий, включая джутовые и хлопчатобумажные фабрики и сахарные заводы, а также банков, страховых компаний и чайных плантаций. В конце 1972 года учреждён парламент. Состоявшиеся в марте 1973 года всеобщие выборы принесли победу Авами лиг, получившей 73 % голосов (расколовшаяся на две части Национальная Авами Лиг — 8 % и 5 %, социалистическая партия — 7 %, коммунистическая — 4 %).
Такой путь развития значительно осложнился разразившимся голодом 1974—1975 годов, вызванным катастрофическим наводнением летом 1974 года. Во время вызванного муссонами наводнения, которое разразилось после сильнейших за 20 лет дождей в июле-августе 1974 года, свыше 2000 человек погибли, миллион получили ранения и миллионы лишились крова. К середине августа 3/4 страны охвачены бедствием. При этом 80 % летнего урожая погибло, как и посевы основного зимнего урожая. По официальным данным, 40 % годового производства продуктов уничтожено. Нехватка продовольствия вкупе с резким повышением цен на нефть привели к значительному росту инфляции. Престиж руководства страны упал, что в сочетании с обвинениями режима в непотизме и коррупции подорвало авторитет премьер-министра. В декабре 1974 правительство ввело военное положение. В соответствии с поправками к конституции, принятыми 25 января 1975 года, произошли замена демократического парламентского строя президентским правлением и переход к однопартийной системе во главе со вновь образованным политическим альянсом «БАКСАЛ», куда вошли все поддерживавшие курс правительства партии, включая «Авами Лиг», социалистическую, коммунистическую и народную. М. Рахман стал президентом и объявил о необходимости «второй революции», которая должна покончить с коррупцией и терроризмом. Стремление премьера установить авторитарный режим усугубило недовольство части офицерства, что привело к кровавому военному перевороту.
Муджибур Рахман почти со всей своей семьёй убит в ходе военного переворота 15 августа 1975 года. После его убийства в последующие три месяца по стране прокатилась волна политических убийств, террора, кровавых переворотов и контрпереворотов, завершившаяся приходом к власти генерала Зиаура Рахмана, который восстановил многопартийную политическую систему в стране и образовал Националистическую партию Бангладеш. Правление генерала Зиа закончилось в 1981 году, когда его убили связанные с военными кругами.
Следующим главой государства стал генерал Хуссейн Мохаммад Эршад, пришедший к власти после бескровного переворота 24 марта 1982 года и остававшийся у власти вплоть до 1990 года, когда под давлением кругов Запада и вследствие мощных изменений в мировой политике, в результате которых антикоммунистические диктаторы перестали играть важную роль в регионе, вынужден уйти в отставку. С тех пор в Бангладеш восстановлена парламентская республика. Вдова генерала Зиа, Халеда Зиа, привела Националистическую партию Бангладеш к победе на всеобщих парламентских выборах 1991 года и стала первой женщиной премьер-министром в истории страны. Однако «Лига Авами» во главе с Шейх Хасиной, одной из выживших дочерей Муджибура Рахмана, пришла к власти в результате следующих выборов 1996 года, но снова проиграла Националистической партии Бангладеш в 2001 году. В 2001 году между Индией и Бангладеш произошёл вооружённый конфликт.
Для прекращения волны политической нестабильности и насилия в обществе, а также учитывая то, что страна страдала от широкого распространения коррупции и беспорядков, 11 января 2007 года назначены всеобщие выборы под надзором переходного правительства. В качестве приоритетных задач переходное правительство назвало борьбу с коррупцией на всех уровнях власти, в результате чего многие видные политические деятели и чиновники разного калибра арестованы по предъявленным обвинениям в коррупционных действиях. Всеобщие свободные выборы под управлением переходного правительства прошли 29 декабря 2008 года, в ходе которых с огромным перевесом голосов победу одержала «Лига Авами» под руководством Шейх Хасины. В качестве премьер-министра Шейх Хасина принесла официальную присягу 6 января 2009 года.
Победив на парламентских выборах в 2014 году, Шейх Хасина Вазед осталась у власти на новый 5-летний срок. 30 декабря 2018 состоялись очередные выборы, Лига Авами получила 259 мест из 300, а Шейх Хасина сохранила пост премьер-министра.
В июле 2024 года после повторного введения квот на работу на госслужбе прошли массовые демонстрации студентов. Протестующие требовали отменить ограничения, согласно которым почти треть рабочих мест на государственной службе получали ветераны войны за независимость с Пакистаном 1971 года и их родственники. Демонстранты потребовали отставки премьер-министра и создания нового правительства. На фоне протестов премьер Бангладеш Шейх Хасина подала в отставку и бежала из страны в Лондон. Армия временно взяла на себя управление страной. В ходе беспорядков погибли около 300 человек. Главой временного правительства был назначен нобелевский лауреат Мухаммад Юнус.

## Правительство и политическая система

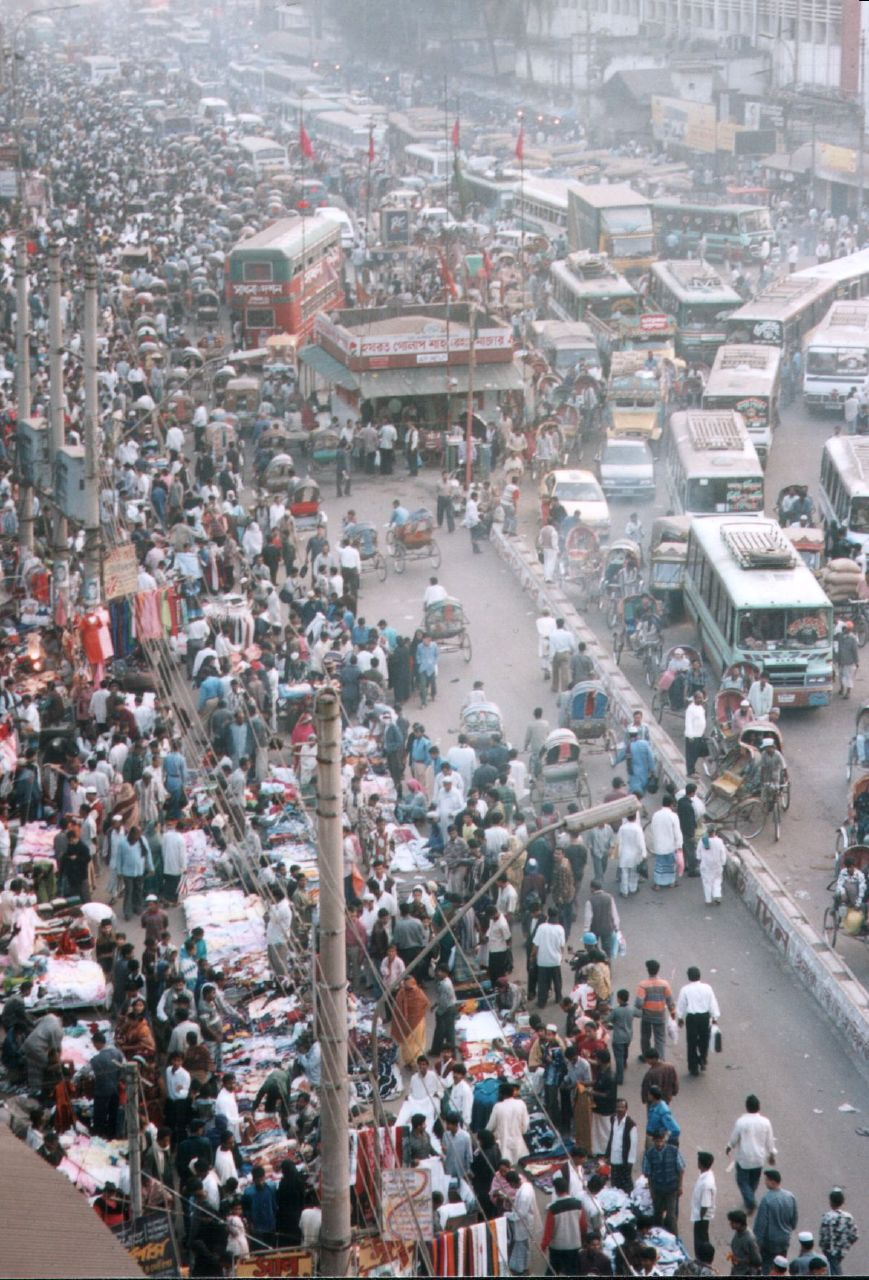
Дакка

Бангладеш является унитарным государством и парламентской республикой. Все жители страны по достижении 18-летнего возраста имеют право участвовать в прямых парламентских выборах. Выборы в однопалатный парламент «Джатия Сангсад» проходят каждые пять лет. Здание парламента, известное как «Джатия Сангсад Бхабан», спроектировано архитектором Луисом Каном. Всего в парламенте 345 мест, включая 45 специально зарезервированных мест для депутатов-женщин, выборы на которые проводятся по одномандатным округам. Премьер-министр, как глава правительства, формирует кабинет и осуществляет управление государством. Хотя премьер-министр формально назначается президентом Бангладеш, он или она должен представлять парламентское большинство. Президентский пост является больше церемониальным, а президент страны избирается парламентом.
Президентская власть, однако, значительно расширяется, когда происходит формирование переходного правительства, отвечающего за проведение выборов и передачу власти. Офицеры переходного правительства обязательно должны быть беспартийными и назначаются на пост сроком на три месяца для исполнения своих обязанностей. Такой способ передачи власти впервые в мире применён Бангладеш в 1991 году в ходе выборов и закреплён 13-й поправкой к Конституции в 1996 году.
Конституция Бангладеш в первоначальном варианте принята в 1972 году и к настоящему моменту в неё внесено 14 поправок. Высший судебный орган страны — верховный суд, судьи в который назначаются президентом страны. Судебные и правоохранительные органы развиты слабо. Разделение судебной и исполнительной власти завершилось к 1 октября 2007 года. Ожидалось, что в результате такого разделения судебная власть сможет стать беспристрастной и сильной. В основе законодательной системы лежит английское прецедентное право, за исключением законов, касающихся семьи, брака и наследования, которые заимствуются из религиозных традиций разных групп населения.
Основными партиями Бангладеш являются «Лига Авами» и Националистическая партия Бангладеш. Лидером НПБ является Халеда Зиа и её основные политические союзники — исламистские партии различного толка, наподобие «Джамаат-Исламия Бангладеш» и Ислами Ойкья Джот, тогда как политическими союзниками лидера партии «Лига Авами» Шейх Хасина являются левые и антиклерикальные партии. Шейх Хасина и Халеда Зиа являются злейшими врагами и доминируют на политической арене уже 15 лет. Ещё одним важным игроком на политическом поле Бангладеш является партия «Джатья», лидером которой является бывший военный диктатор Эршад. Противостояние партий «Лига Авами» и НПБ очень мощное и отметилось протестами, насилием и убийствами. Политическая активность молодёжи чрезвычайно высокая и берёт своё начало со времён борьбы за независимость. Практически все партии имеют в своём составе молодёжные движения, лидеры которых даже избирались в Парламент.
Две радикальные террористические организации: Джаграта муслим джаната Бангладеш (JMJB) и Джамаатул-муджахедин Бангладеш (JMB) запрещены на территории страны в феврале 2005 года. В результате проведения ряда террористических актов, имевших место с 1999 года, задержаны подозреваемые члены и лидеры организаций JMJB и JMB в 2006 году. Руководителям вынесены и приведены в исполнение смертные приговоры. Проведение антитеррористических операций правительством Бангладеш вызвало положительный отклик руководителей других государств.
В результате принятия 11 января 2007 года экстренного постановления о подготовке нового избирательного списка, борьбы против коррупции, поддержанного военными кругами страны, переходное правительство под руководством Фахруддина Ахмада 22 января 2007 приостановило выборы. Военные оказали поддержку переходному правительству в борьбе с коррупцией, в результате которой Бангладеш переместилась с самого низа на 147 место в «Индексе коррупционности», составленному Transparency International. Большой Альянс, возглавляемый «Лигой Авами», одержал безоговорочную победу на выборах 29 декабря 2008 года, взяв в Парламенте 230 мест из 300.

## Международные отношения
В международных отношениях Бангладеш придерживается взвешенного политического курса, направленного на расширение сотрудничества с международными организациями и, в первую очередь, с Организацией Объединённых Наций. В 1974 году Бангладеш присоединилась к Британскому Содружеству Наций и Организации Объединённых Наций и с тех пор дважды избиралась в качестве непостоянного члена Совета Безопасности ООН, в 1978—1979 и 2000—2001 годах. В 80-х годах XX века Бангладеш играла ведущую роль в создании Южно-азиатской ассоциации регионального сотрудничества для расширения сотрудничества с южно-азиатскими странами. Бангладеш дважды председательствовала с момента основания организации в 1985 году.
Наиболее важные и неоднозначные отношения у Бангладеш сложились с Индией. Отношения между странами сформировались на основе культурных и исторических связей и являются важной составляющей частью обсуждений внутри страны. Отношения с Индией начались на положительной ноте, вследствие оказанной военной и экономической поддержки во время Войны за независимость и помощи во время послевоенного восстановления. С течением времени отношения между странами менялись по совершенно разным причинам.
Главным «яблоком раздора» остаётся сооружение и функционирование дамбы Фаракка. Индия начала возведение плотины на реке Ганг в 18 км от границы с Бангладеш в 1975 году. Официальные лица Бангладеш утверждают, что плотина забирает большое количество воды, необходимой сельскому хозяйству страны, и увеличивает уровень рукотворных катастроф в стране, и так сильно страдающей от природных катаклизмов. Строительство дамбы имело очень неблагоприятные экологические последствия. Со стороны Индии звучат призывы обратить внимание на антииндийских сепаратистов и исламских боевиков, которые якобы нашли убежище в непосредственной близости от границы, общей протяжённостью 4000 км, а также на поток нелегальных иммигрантов, для защиты от которого Индия даже построила защитные сооружения из колючей проволоки. Однако на саммите Южно-Азиатской Ассоциации Регионального Сотрудничества в 2007 году обе стороны договорились о совместных усилиях по решению пограничных вопросов, а также вопросов, связанных с обеспечением безопасности и экономического развития.

## Вооружённые силы

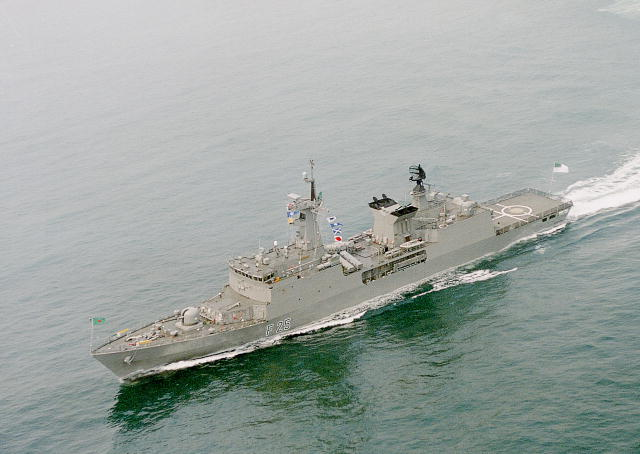
Фрегат ВМС Бангладеш

Вооружённые силы Бангладеш комплектуются на профессиональной основе. Общая численность армии составляет 200 000 человек (включая резервистов), из них военно-воздушные силы — 22 000 человек, военно-морской флот — 14 950 человек. Состоят из 7 дивизий (которые, в свою очередь, имеют в своём составе 16 пехотных, 1 бронетанковую, 3 артиллерийских и 1 инженерную бригаду). Помимо того, имеется 3 отдельных бронетанковых полка. Вооружение преимущественно импортное, в основном китайского производства. Бангладеш использует около 160 танков и около 60 единиц лёгкой бронетехники. В дополнение к традиционной роли обороны страны, армия привлекается к восстановительным работам при природных катастрофах и охране порядка во время политической нестабильности. В настоящее время Бангладеш не участвует в военных конфликтах, но предоставила 2300 человек в распоряжение коалиции во время Войны в Персидском Заливе. Бангладеш принимает активное участие в операциях под эгидой ООН по всему миру. Так, к примеру, к 2007 году Бангладеш имела представителей в Демократической Республике Конго, Либерии, Судане, Восточном Тиморе и Кот-д’Ивуаре. В настоящее время Бангладеш является самым крупным участником военных миссий ООН. В состав ВМС входит 5 фрегатов (3 бывших британских фрегата постройки 50-х годов, китайский фрегат «Osman» и совсем новый южнокорейский фрегат «Bongobondhu»), 11 ракетных катеров, 11 торпедных катеров, 20 сторожевых кораблей.
Страна также располагает военизированными частями общей численностью более 50 000 человек (десятитысячная пограничная охрана, 30-тысячный корпус «Бангладешские стрелки» в подчинении МВД, 5-тысячные силы военизированной полиции, 200 человек береговой охраны).
Самые тёплые отношения у Бангладеш сложились с Китайской Народной Республикой, которые, особенно в последнее десятилетие, стали результатом экономического сотрудничества стран Южной Азии. В период с 2006 по 2007 годы торговый оборот между странами вырос на 28,5 % в результате подписанных соглашений о беспошлинном ввозе на китайский рынок целого ряда товаров, произведённых в Бангладеш. Сотрудничество укрепляется не только в сфере экономики, но и между Вооружёнными силами Бангладеш и Народно-освободительной армией Китая на основе двухсторонних соглашений о поставках боевой техники китайского производства в Бангладеш. Подписанные соглашения охватывают широкий спектр военной техники от стрелкового оружия до крупных военных морских судов, таких как китайский фрегат 053H1.

## Административное деление

Административное деление Бангладеш

Бангладеш делится на 8 административных областей (дивизионов), каждая из которых носит название крупнейшего города области: Барисал, Читтагонг, Дакка, Кхулна, Раджшахи, Силхет, Маймансингх и Рангпур.
Административные области, в свою очередь, делятся на округа (бенг. জেলা, «зила»). Всего в стране существует 64 округа, каждый из которых делится на подокруга (бенг. উপজেলা, «упазила» или «тхана»). Территория с полицейским управлением (англ. police station), исключая территории крупных городов, делится на несколько коммун, каждая из которых может содержать по нескольку деревень. На территории крупных городов полицейские управления делятся на участки (ward), которые, в свою очередь делятся на кварталы (mahalla). Не существует официально проводимой процедуры выборов на уровне областей, округов и подокругов, а руководство соответствующих административных единиц назначается. Прямые выборы существуют в каждом участке (wards), на которых избираются председатель и члены кабинета. В 1997 году принят парламентский акт, согласно которому во время выборов на участке в обязательном порядке резервируются три места для кандидатов-женщин.
Город Дакка является столицей государства и крупнейшим городом Бангладеш. Другие крупные города страны — Читтагонг, Кхулна, Раджшахи, Силхет, Барисал, Комилла, Рангпур. В крупных городах существует процедура выбора мэра, в то время как другие муниципалитеты избирают председателя. Мэры и председатели избираются сроком на пять лет.
| Город       | Население (2011) | Область     |
| ----------- | ---------------- | ----------- |
| Дакка       | 8 906 039        | Дакка       |
| Читтагонг   | 2 592 439        | Читтагонг   |
| Кхулна      | 664 728          | Кхулна      |
| Силхет      | 531 663          | Силхет      |
| Раджшахи    | 451 425          | Раджшахи    |
| Комилла     | 407 901          | Читтагонг   |
| Тонги       | 406 420          | Дакка       |
| Богра       | 400 983          | Раджшахи    |
| Маймансингх | 389 918          | Маймансингх |
| Барисал     | 339 308          | Барисал     |

## Экономика

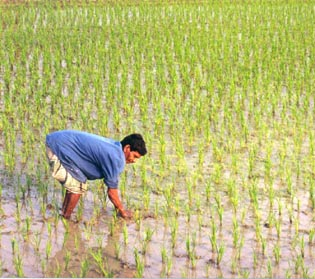
Бенгальский крестьянин на рисовом поле

Бангладеш — слаборазвитое аграрное государство. Одно из самых бедных государств в Азии, в сельском хозяйстве занято 63 % работающего населения. Влажный тропический климат позволяет заниматься сельским хозяйством круглый год, хотя на западе страны бывают засухи. Жители выращивают рис, джут, чай (на северо-востоке), пшеницу, сахарный тростник, картофель, табак, бобовые, подсолнечник, пряности, фрукты (в том числе манго). Население периодически страдает от голода из-за наводнений, уничтожающих посевы риса. В стране занимаются разведением крупного рогатого скота (быки и буйволы), домашней птицы. В реках и Бенгальском заливе (главный рыбный порт — Читтагонг) вылавливается рыба и морепродукты. Рыба наряду с рисом является основным элементом рациона жителей страны. В стране ведётся добыча природного газа. Главные отрасли промышленности: хлопчатобумажная, джутовая, швейная, чайная, бумажная, цементная, химическая (производство удобрений), сахарная, текстильное машиностроение.
Кустарные промыслы: изготовление джутовых ковриков, муслиновых и тонких хлопчатобумажных тканей с национальным орнаментом, одежды из цветных лоскутов.
Экспорт (2017 год) оценивается в 39,2 млрд долл., почти 90 % экспорта приходится на продукцию лёгкой промышленности (одежду и бельё), также экспортируются обувь, морепродукты, кожевенное сырьё. Главные покупатели — Германия (16 %), США (15 %) и Великобритания (9,1 %). Импорт — 44 млрд долл., главным образом это сырьё для лёгкой промышленности, на него приходится до 24 % (хлопок, синтетические ткани и волокна и т. п.), машины и оборудование (20 %), нефтепродукты (6 %) и различные продовольственные товары (пшеница, сахар, рис, пальмовое масло, бобы и др.). Главные поставщики — Китай (34 %) и Индия (16 %).
Несмотря на усилия страны и внешнюю помощь по улучшению экономической и демографической ситуации, Бангладеш остаётся развивающейся страной с ежегодным доходом на душу населения в $520 (по состоянию на 2008 год), тогда как среднемировой доход на душу населения составляет $10 200.
Одним из основных источников дохода страны было производство джута, пик производства которого пришёлся на годы Второй мировой войны. В конце сороковых годов двадцатого века Бангладеш от экспорта джута формировал восемьдесят процентов бюджета, и даже в начале семидесятых годов доля поступлений в бюджет от экспорта джута доходила до семидесяти процентов. Однако с развитием применения полимерных материалов джут начал терять рынок, что, в свою очередь, привело к стагнации отрасли в стране. Бангладеш производит значительное количество риса, чая и горчицы.

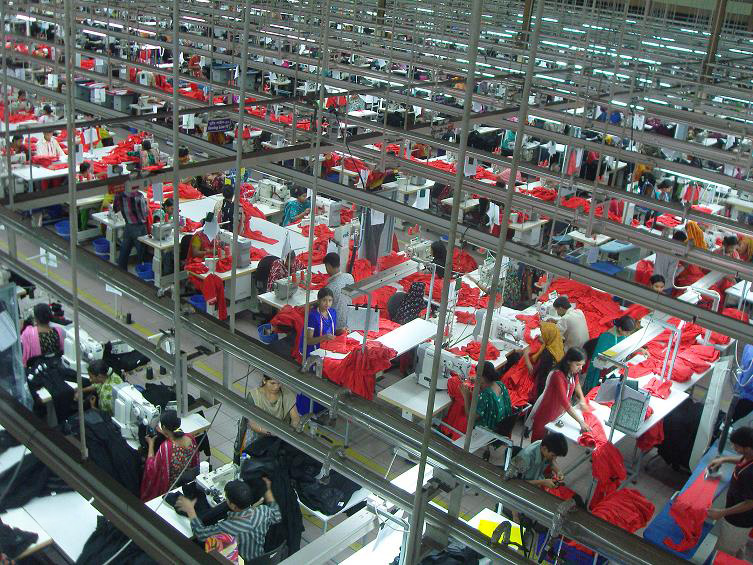
Швейная фабрика в Бангладеш

Несмотря на то, что две трети населения Бангладеш занято в сельском хозяйстве, более чем три четверти доходов страны приходится на текстильную промышленность, которая стала привлекательной для иностранных инвесторов из-за низкой стоимости рабочей силы и низких накладных расходов в конце 1980-х годов. В 2009—2010 годах промышленный экспорт составил 12,6 млрд долларов США, тогда как в 2002 году промышленный экспорт составил 5 млрд долларов США. Бангладеш занимает четвёртое место во Всемирной Торговой Организации по производству одежды. В этой отрасли занято более чем три миллиона человек, девяносто процентов из которых составляют женщины. Существенную статью доходов в иностранной валюте составляют денежные переводы граждан, работающих за рубежом.

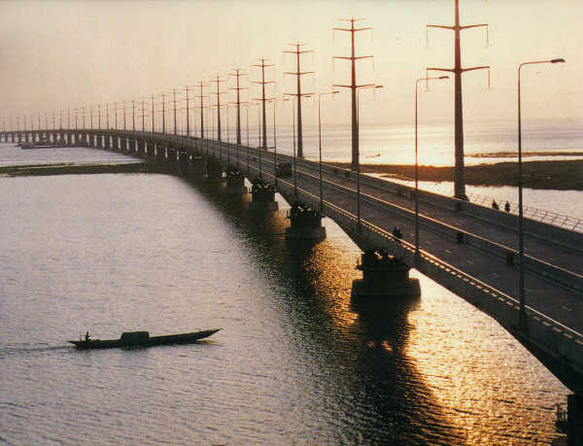
Мост Джамуна (Jamuna Bridge) — один из крупнейших мостов в мире

Препятствиями на пути экономического роста являются частые циклоны и наводнения, неэффективность государственных компаний, плохо управляемые порты, быстрый рост населения, опережающий рост предложений на рынке труда, неэффективное использование энергетических ресурсов (таких как природный газ), неэффективная работа поставщиков энергоресурсов, медленное проведение экономических реформ, политическая нестабильность и коррупция. Согласно отчёту Мирового Банка основными препятствиями на пути развития стали «плохое правительство и слабость общественных институтов». Тем не менее, несмотря на все препятствия, страна смогла достичь ежегодного роста экономики на 5 % начиная с 1990 года, и за это время в Бангладеш сформировался средний класс. В этот период Бангладеш пережил бурный рост прямых иностранных инвестиций в свою экономику. В декабре 2005 года, четыре года спустя после отчёта по поводу формирования блока экономик «БРИК» (Бразилия, Россия, Индия, Китай), инвестиционный банк Голдман Сакс причислил Бангладеш к списку «Группы одиннадцати», наряду с Египтом, Индонезией, Вьетнамом и семью другими странами.
Использование детского труда на предприятиях представляет собой одну из проблем молодого поколения страны, усугубляющейся насилием среди студентов и молодёжи. Проблемы, связанные с использованием детского труда и насилием среди молодёжи, решаются не только государственными структурами, но и неправительственными организациями. Например, программы неправительственной организации BRAC направлены на молодёжь, основной целью которых является социальная адаптация молодых людей. Порядка 80 % участников подобных программ обучения составляют женщины.
В стране работают такие крупные национальные компании, как Beximco, Square, Akij Group, Ispahani, Navana Group, Transcom Group, Habib Group, KDS Group, Dragon Group и крупные транснациональные корпорации Unocal Corporation, Chevron. Иностранные корпорации являются основными инвесторами в добычу природного газа. Согласно прогнозу Центрального Банка, ежегодный рост ВВП страны с 2005 года составляет 6,5 %.
Одним из заметных людей, сыгравших большую роль в экономическом развитии страны, стал Мухаммад Юнус. Он разработал в теории и предложил использовать на практике систему микрокредитования, подкреплённую принципом коллективного наказания при невозврате кредита. К концу 1990-х годов у Грамин Банка (Grameen Bank), основанного Юнусом с целью развития микрокредитования, было 2,3 млн клиентов (2,5 млн клиентов у организаций подобного толка в целом по стране). Мухаммад Юнус в 2006 году удостоился Нобелевской Премии Мира за развитие системы микрокредитования в Бангладеш.
В целях роста экономики и привлечения иностранных инвестиций правительство страны создало несколько свободных экономических зон, которые управляются через Управление экспортного контроля Бангладеш.

## Население

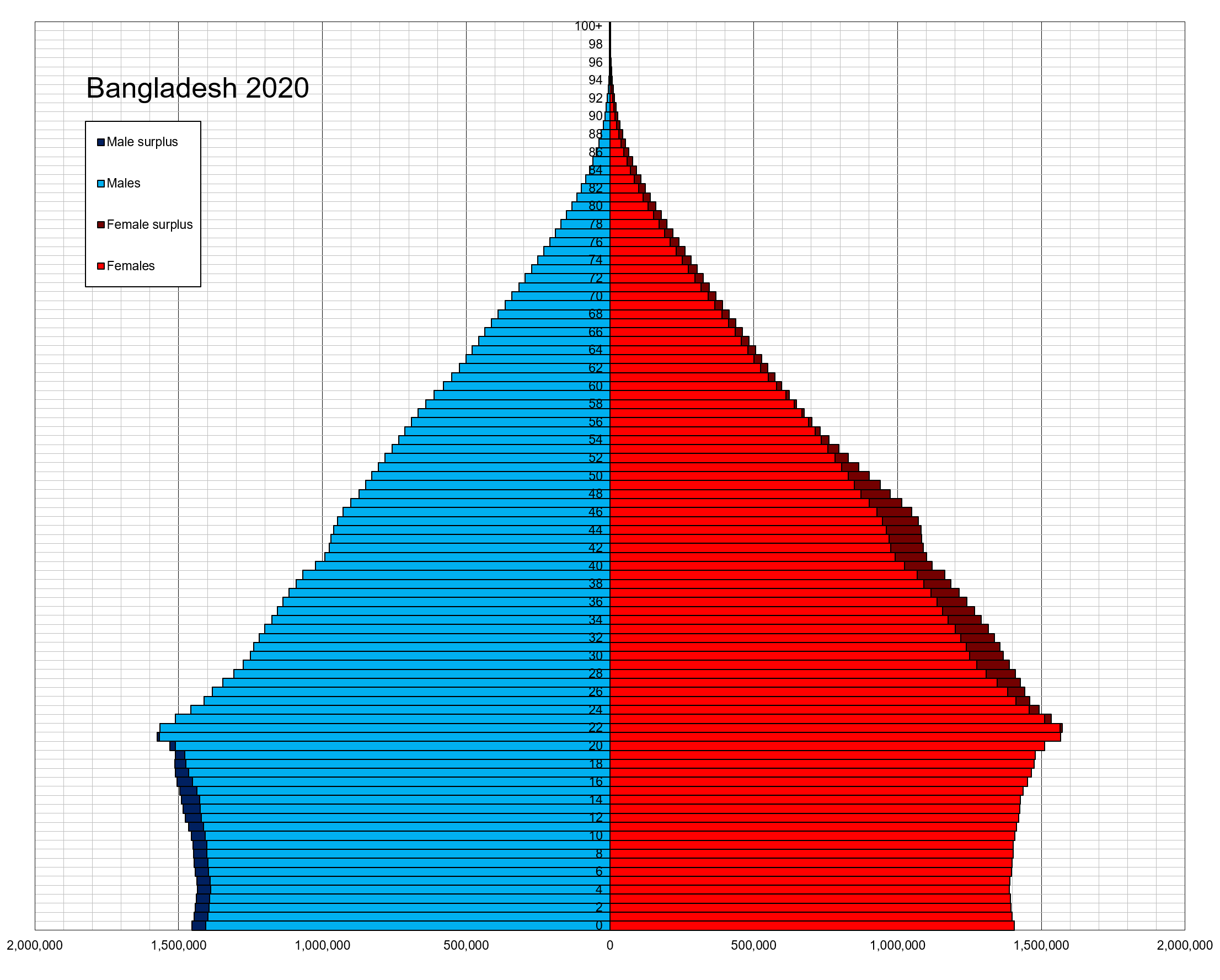
Возрастно-половая пирамида населения Бангладеш на 2020 год

Численность населения страны, по данным официальной переписи населения Бангладеш на 2011 год, составила 142 319 000 жителей (июль 2011 года), а по оценкам ЦРУ США — 158 570 535 человек на июль 2011 года и 161 083 804 человек к июлю 2012 года. Население на июль 2020 года составило 162 650 853 человек. В 1960—1970-х годах был отмечен резкий рост населения страны (с 60 до 90 млн человек), однако с развитием в 1980-х годах системы контроля над рождаемостью прирост населения замедлился.
Бангладеш также является страной с очень высокой плотностью населения — это самая густонаселённая страна мира с плотностью населения в 1120 человек на 1 км².
Около 45,04 % населения страны составляют молодые люди в возрасте до 24 и только 6,82 % — люди старше 65 лет. Ожидаемая продолжительность жизни, по данным сайта ЦРУ на 2020 год, составляет 74 года. При этом продолжительность жизни у женщин выше — 76 лет, в то время как у мужчин — 72 года.
Области Бангладеш и их население (тыс. чел.) по данным переписей населения 1991, 2001 и 2011 годов (в скобках даны названия на бенгальском языке):
| Область                       | 1991    | 2001    | 2011    |
| ----------------------------- | ------- | ------- | ------- |
| Барисал (বরিশাল Borishal)       | 7463    | 8174    | 8147    |
| Дакка (ঢাকা Đhaka)              | 32 666  | 39 045  | 46 729  |
| Кхулна (খুলনা Khulna)           | 12 688  | 14 705  | 15 563  |
| Раджшахи (রাজশাহী Rajshahi)      | 14 212  | 16 355  | 18 329  |
| Рангпур (রংপুর Rangpur)         | 11 998  | 13 847  | 15 665  |
| Силхет (সিলেট Sileţ)            | 6765    | 7939    | 9807    |
| Читтагонг (চট্টগ্রাম Chôţţogram) | 20 523  | 24290   | 28 079  |
| Всего                         | 106 315 | 124 355 | 142 319 |

Центры областей одноимённы с самими областями.
Преобладающая национальность в Бангладеш — этнические бенгальцы, составляющие до 98 % населения страны.

### Языки
Государственным языком Бангладеш является бенгальский язык — один из индоарийских (индоиранских) языков индоевропейской языковой семьи, родственный санскриту и хинди и записываемый при помощи бенгальского письма.

### Религия
Основные религии страны — ислам (91,04 %) и индуизм (7,1 %). Христиане представлены Протестантской церковью Бангладеш, католиками, Ассамблеями Бога; присутствуют также Свидетели Иеговы.

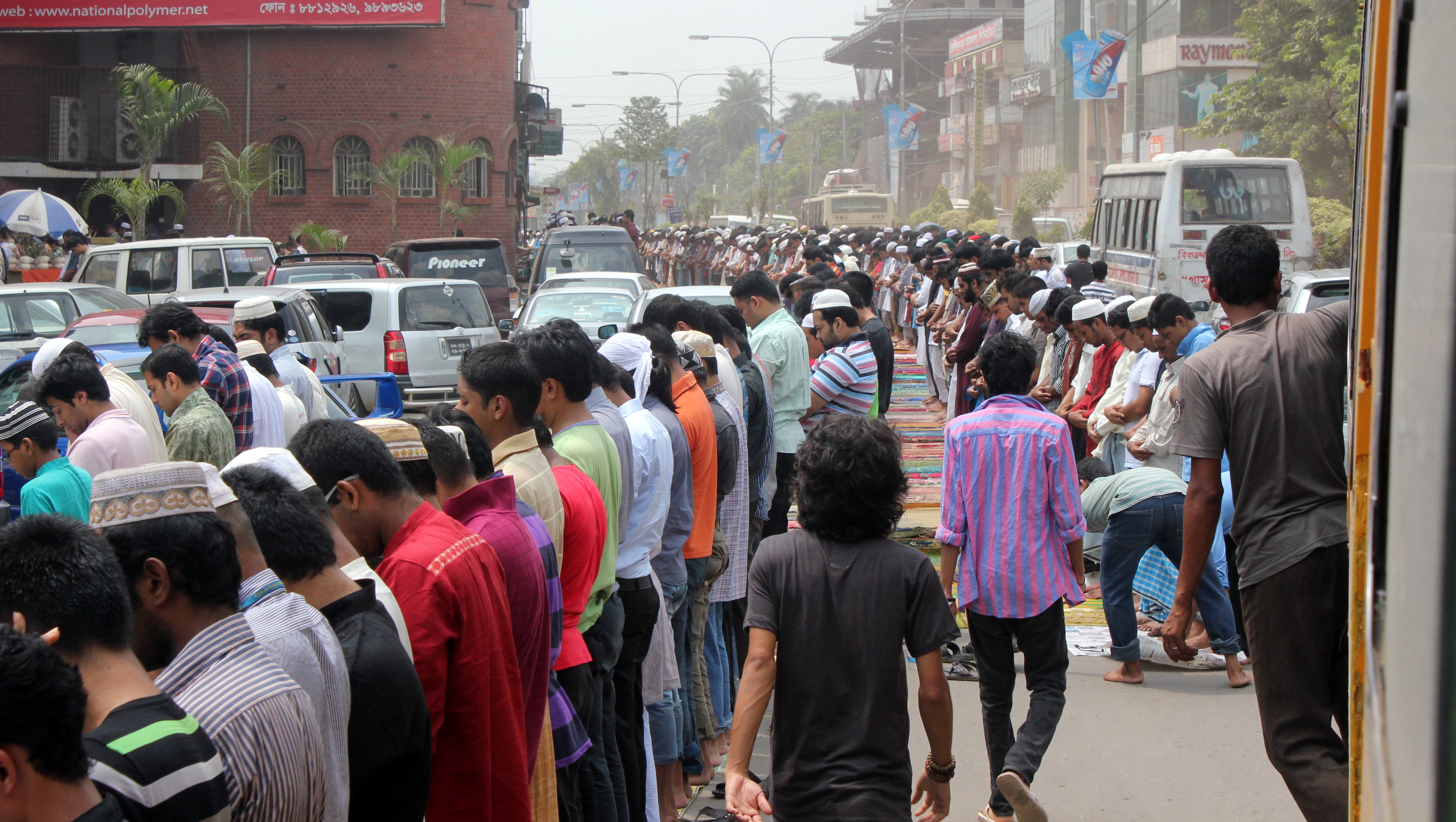
Мусульмане

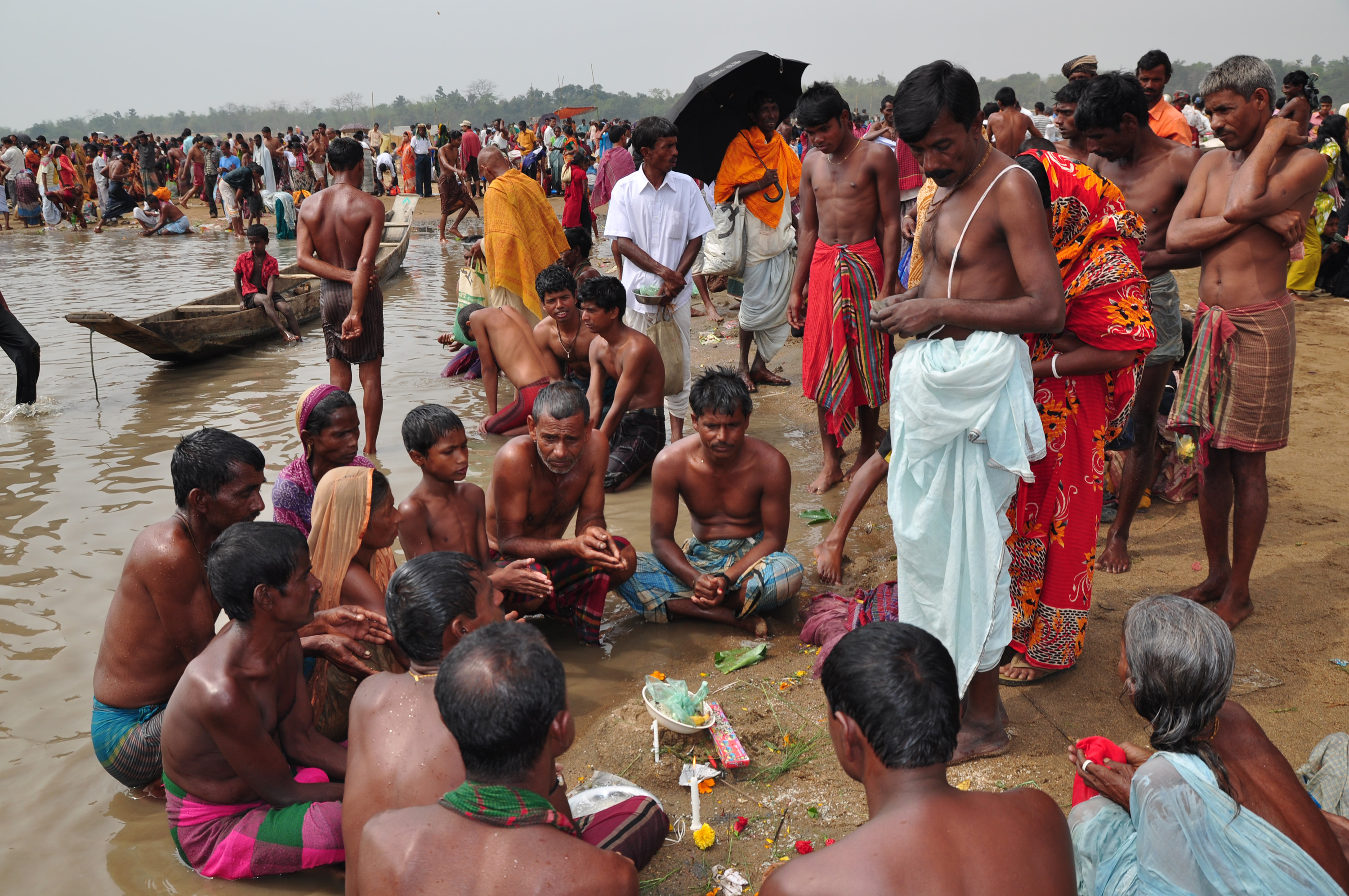
Индусский фестиваль

## Культура

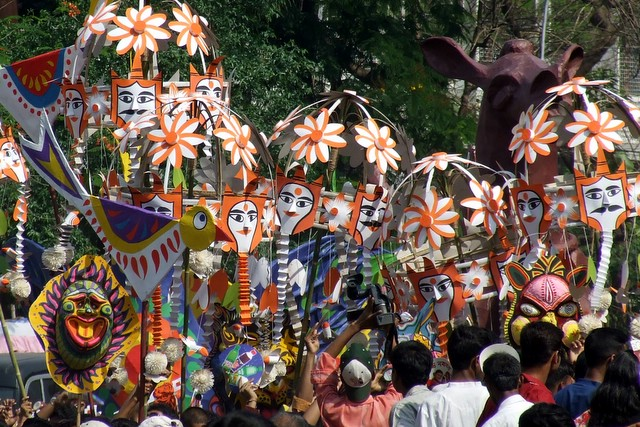
Праздник в Дакке

Бангладеш обладает богатой культурой, которая впитала в себя элементы различных традиций региона. На бенгальском языке написаны литературные тексты, которые распространены в Бангладеш и в индийском штате Западный Бенгал. Первый письменный источник на бенгальском языке (Чареапада) относится к восьмому веку нашей эры. Средневековая литература была преимущественно религиозной (Чандидас), либо заимствованной из других языков (Алаол). Своего расцвета бенгальская литература достигла в девятнадцатом веке и связана с именами Рабиндраната Тагора и Кази Назрул Ислам. Народные предания Бангладеш представлены произведениями Гопал Бханд, Тхакурмар Джули и Майнманшинга Гитика. В современной литературе заметными фигурами являются Аминур Рахман и Тарик Суджат.
Среди современных художников важное место занимают Монирул Ислам и Максудул Ахсан.
Музыкальные традиции Бангладеш основаны на исполнении песен банипродхан (Baniprodhan) с минимальным музыкальным сопровождением, а традиция ритуальных напевов «баул» считается отличительной чертой бенгальского народного творчества. Также существует множество других музыкальных традиций, включая такие, как гомбхира (Gombhira), бхатиали (Bhatiali) и бхавайя (Bhawaiya), отличающиеся исполнением в зависимости от региона страны. Исполнение фольклора часто сопровождается однострунным инструментом эктара. Другие распространённые музыкальные инструменты — дотара, дхол, флейта и табла. Обладая тесными культурными связями с Индией, Бангладеш хранит совместное культурное наследие, частью которого является исполнение индийской классической музыки. Всемирную известность получил бангладешский флейтист Устад Азизул Ислам. Танцевальное искусство Бангладеш также частично заимствовано из традиций индийского танца и танцевальных традиций местных племён.
Бангладеш самостоятельно выпускает порядка 80 фильмов в год, хотя большой популярностью у населения пользуются также и фильмы соседней Индии. В Бангладеш выпускается порядка 200 ежедневных газет и журналов и порядка 500 периодических, однако количество читателей сохраняется на низком уровне и составляет порядка 15% от общей численности населения.
Кулинарные традиции Бангладеш тесно связаны с Индией и среднеазиатской кухней, хотя и со своими особенными чертами. Самые распространённые блюда в стране — рис и карри. Жители страны готовят характерные сладости из молока и других продуктов — расгулла, чамчам (chamcham) и каложам (kalojam).
Самая распространённая женская одежда в Бангладеш — сари. Ткацкая гильдия Дакки знаменита своими изысканными изделиями из муслина. Шальвары (шаровары) также чрезвычайно распространены в стране. В городской среде женщины носят и западный фасон одежды, хотя западный стиль одежды больше распространён среди мужского населения. Для соблюдения религиозных традиций мужчины носят одежду типа «курта» и лунги.
Ураза-байрам и Курбан-байрам — главные праздники в исламском календаре, во время празднования которых проходят различные культурные мероприятия. Основные индуистские праздники — Дурга-пуджа, Кали-Пуджа, Васант-панчами. К национальным праздникам относятся Весак и Рождество. Главный светский праздник страны — Бенгальский Новый год. Другие значимые общенациональные праздники — Набанна, Поуш (Poush), День памяти движения за бенгальский язык, День победы.

## СМИ

### Телевидение
Самым крупным телеканалом Бангладеш является Бангладеш Телевижин, которым владеет государство, хотя в последние годы в Бангладеш начали набирать популярность частные каналы.

### Радио
Радио в стране представлено как местными радиокомпаниями «Радио Фоорти», «Эйбиси-Радио», «Радио Тудей», «Радио Аамар», так и международными представительствами «Би-би-си Бангла» и «Голос Америки». Государственная радиокомпания BB (Bangladesh Betar), включает в себя одноимённый радиоканал.

## Спорт

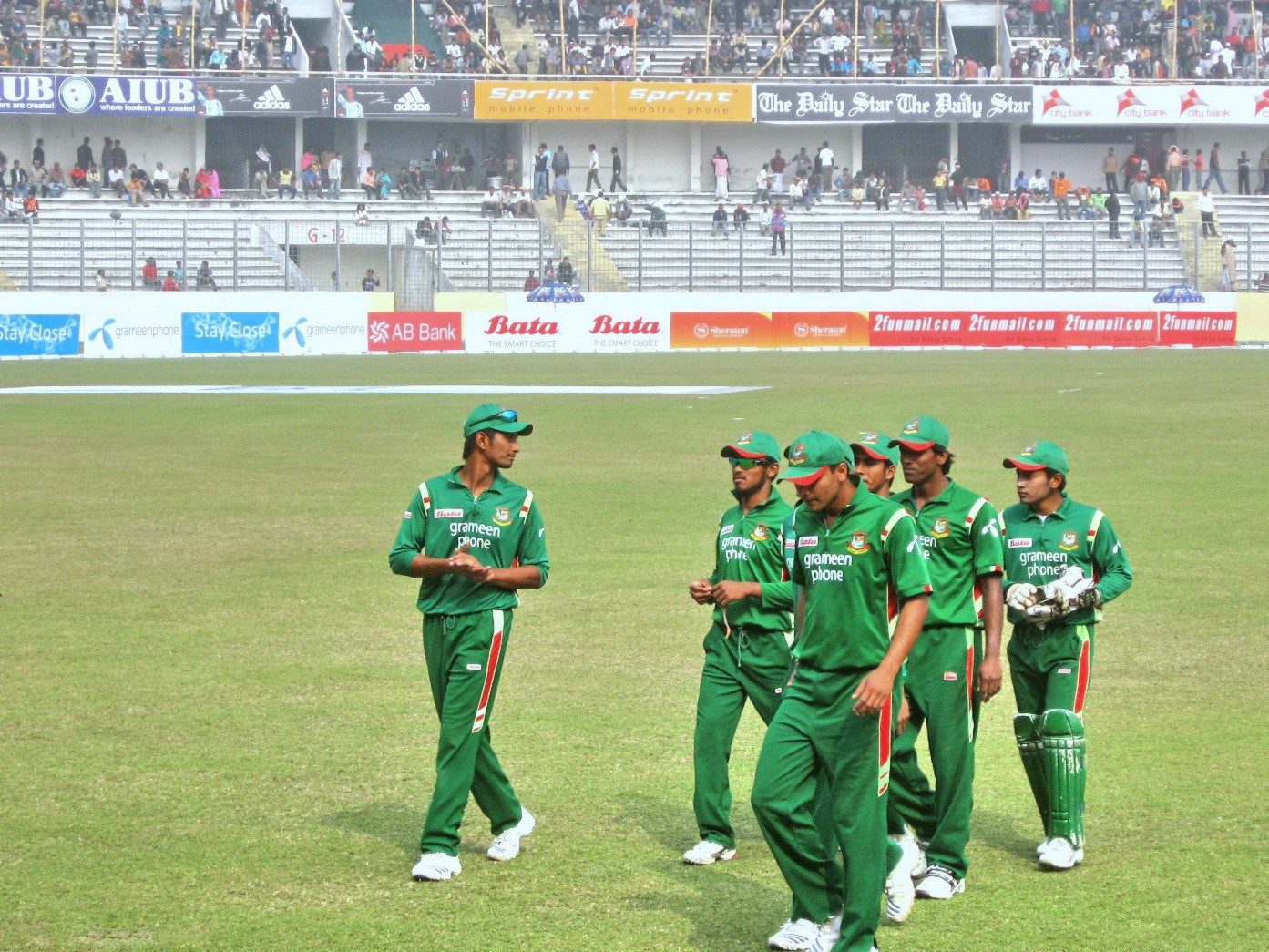
Национальная сборная по крикету

Самый распространённый игровой вид спорта в Бангладеш — крикет. Национальная сборная страны впервые приняла участие в чемпионате мира по крикету в 1999 году и за десять лет вошла в элитный список команд, проводящих тестовые матчи. Команда Бангладеш победила в 2005 году команду Зимбабве и сборную команду Вест-Индии в 2009 году. В июле 2010 года Бангладеш впервые в своей истории выиграла у команды Англии, а позднее «всухую» обыграла команду Новой Зеландии. В 2011 году Бангладеш совместно с Индией и Шри-Ланкой провела чемпионат мира по крикету. В финале первых в истории соревнований по крикету в рамках Азиатских игр 2010 года команда Бангладеш выиграла у команды Афганистана и заняла первое место.

### Бангладеш на Олимпийских играх
Бангладеш участвует во всех летних Олимпийских играх начиная с 1984 года. Всего в Играх участвовали 27 представителей данной страны (21 мужчина и 6 женщин), выступавших в соревнованиях по лёгкой атлетике, плаванию и стрельбе. Наиболее крупные делегации (по 6 спортсменов) представляли Бангладеш на Играх в Сеуле и в Барселоне. В зимних Олимпийских играх Бангладеш участия не принимала.
Бангладеш — самая густонаселённая страна, которая к настоящему времени не выиграла ни одной медали на Олимпийских играх. Страна имеет возможность посылать своих спортсменов на Олимпийские игры, в основном, благодаря полученным спецприглашениям уайлд-кард.

## Социальные проблемы

### Терроризм
Терроризм является одной из проблем Бангладеш, причём бывают как относительно спокойные годы, когда в стране нет жертв терактов (например, 2009 и 2011 годы), так и годы, когда число жертв исчисляется сотнями (например, в 2013 году в террористических актах погибли 353 человека, в том числе 215 мирных жителей, 15 работников спецслужб и 123 террориста). Всего в 2005—2013 годах теракты унесли жизни 418 человек, среди которых были 253 мирных жителя, 156 террористов и 15 сотрудников спецслужб.

## Галерея

Строительные работы
Мангровые растения
Обычный день
Памятник бойцам сопротивления
Жилой квартал
Университетский кампус
Жилой квартал
Вид на столицу (Дакка)
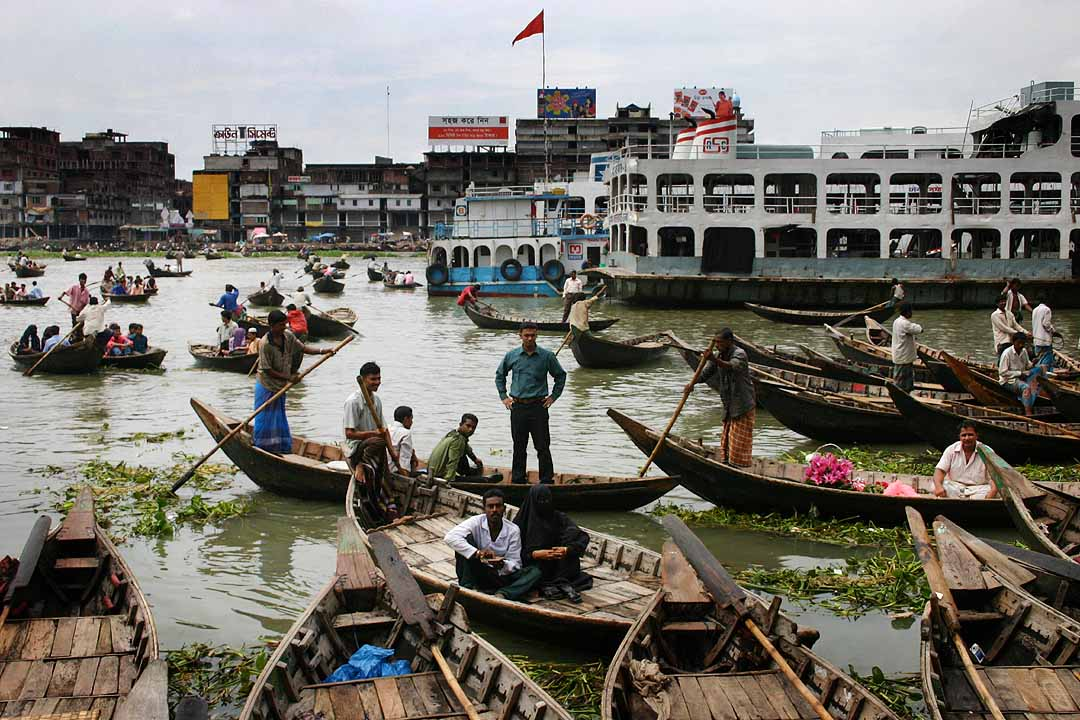
Буриганга

### Комментарии
1. ↑  В русском языке слово имеет женский род и не склоняется[9][10].